# Looser Holding
Die Looser Holding AG war eine international tätige, diversifizierte Industrieholding mit Sitz in Arbon im Kanton Thurgau (Schweiz). Die Namenaktien der Looser Holding AG waren an der SIX Swiss Exchange (Main Standard) kotiert. Das Unternehmen wurde 2016 vollständig von Arbonia übernommen und in den Gebäudezulieferer eingegliedert.

## Segmente
Die Unternehmensgruppe war in den Segmenten Beschichtungen, Industriedienstleistungen und Türen tätig.

### Beschichtungen
Zum Geschäftsbereich Beschichtungen gehörten Feyco Treffert, Industrielack AG (ILAG) und die Schekolin AG. Die Unternehmen entwickelten, produzierten und vermarkteten Lacke und Beschichtungen zur Anwendung auf Materialien wie Holz, Kunststoff, Metall, Stein und Glas mit Hauptabnehmern in der Bau-, Parkett-, Laminatboden-, Möbel-, Nahrungsmittel-, Pharma- und Kosmetikindustrie. Die Beschichtungs-Gruppe war international tätig und betreute Kunden in Europa, Asien und den USA.

### Industriedienstleistungen
Die Condecta-Gruppe bildete den Geschäftsbereich Industriedienstleistungen. Das Unternehmen bot Gesamtlösungen in den Sparten Bau, Industrie, Gewerbe, öffentliche Hand und Event Services. Die Condecta Gruppe gehörte in der Schweiz zu den führenden Anbietern von Schnellmontage-Kranen, mobilen Raumsystemen und Sanitäreinheiten sowie Bodenschutzsystemen. Der Sitz des Unternehmens war in Winterthur (Schweiz) mit weiteren neun Stand- und Lagerorten in der Schweiz und im nahegelegenen Ausland. 2017 wurde Condecta an Paragon Partners verkauft.

### Temperierung
Die Single Gruppe mit Sitz in Hochdorf, Deutschland, und Niederlassungen in den USA und in China entwickelte, produzierte und vertrieb seit über 40 Jahren energieeffiziente Temperiersysteme, Wärmeübertragungsanlagen und Rückkühlaggregate. Hauptabnehmer der Produkte waren Industriebereiche, bei welchen eine präzise Temperaturkontrolle im Entstehungsprozess unerlässlich ist. Im europäischen Markt nahm Single mit ihren Temperiergeräten eine führende Marktstellung ein. 2015 wurde der Bereich an den vormaligen Leiter Tim Talaat verkauft.

### Türen
Die PRÜM-GARANT Gruppe war die Nummer zwei im deutschen Innentüren-Markt, vervollständigt wurde das Angebot für den Objektbereich mit Brand-, Rauch-, Einbruch-, Schall-, Wärme-, Strahlenschutz- und Nassraumtüren verschiedenster Bauart. Die Produktvermarktung erfolgte über den Fachhandel. Das Zwei-Marken-Unternehmen betrieb Produktionsstandorte in Weinsheim und Ichtershausen, beide in Deutschland.

## Geschichte
Die Wurzeln des Unternehmens und ihrer industriellen Tätigkeit liegen in der 1928 gegründeten E. Looser & Co., welche sich später als ELCO Looser Holding AG zu einem führenden Hersteller von Feuerungsanlagen in Europa entwickelte. 1995 wurde die börsennotierte ELCO Looser Holding AG durch ein öffentliches Übernahmeangebot von der Preussag AG übernommen. Zur damaligen Unternehmensgruppe gehörte auch die im Bereich Farben und Lacke tätige FLH Holding AG.
1996 kaufte die Industriellenfamilie Looser die FLH Holding AG zurück und baute durch verschiedene Übernahmen eine Industriegruppe auf. 2004 wurde die Unternehmensgruppe unter dem Dach der neu gegründeten Looser Holding AG reorganisiert.
2016 wurde das Unternehmen vollständig von Arbonia übernommen und in den Gebäudezulieferer eingegliedert.

## Besitzverhältnisse
Die Familie Looser hielt 49,13 % der Anteile.